# Plushgun

Plushgun es una banda estadounidense de Indie pop/electrónico/sintético y New Wave. Creada el 2007 por Daniel Ingala en su cuarto de Brooklyn. Just Impolite fue el primer sencillo de su carrera.

## Historia
Daniel Ingala comenzó a mezclar sonido y letra en un pequeño cuarto que alquilaba en Williamsburg, Brooklyn. Después de subir a la red de My Space su primer sencillo Just Impolite, esta fue utilizada como Soundtrack en la serie en línea We Need Girlfriends que era transmitida en Youtube.com por sus creadores.
Para tocar frente a públicos, Ingala contacta a Taylor Armstrong y Matt Bogdanow quienes hoy conformarían el grupo. Durante un festival de música, el sello discográfico Tommy Boy Entertainment  los descubre y deciden firmar para lanzar el primer disco EP.
Plushgun es reconocida como la primera banda Ourstage (bandas under) que firma contrato un sello importante, además de llegar a la cima del Canal de Rock Alternativo (Alternative Rock Channel) en OursStage.com
El primer EP salió en agosto de 2008, el segundo en noviembre del mismo año, y finalmente sacaron su primer disco Pinz and panzers el 14 de febrero de 2009. El mismo año hacen su primera gira internacional promocionando el disco. Recorren Estados Unidos, Canadá y España.

### Influencia
La principal influencia del grupo musical es Postal Service, combinando el sonido de los sintetizadores con la voz, guitarra y batería logrando así un resultado animado y divertido.
Estas mezclas originalmente eran propiciadas por el creador, quien jugaba con los sonidos hasta encontrar un buen resultado. Ahora cada integrante del grupo tiene su función dentro de este.

## Integrantes
- Daniel Ingala – Voz principal.
- Taylor Armstrong – Guitarra, segunda voz.
- Matt Bogdanow – Batería, segunda voz.

## Discografía
- Plushgun demos EP (2007).
- Plushgun EP (Tommy Boy, 2008).
- Dancing in a Minefield EP (Tommy Boy, 2008).
- Pins & Panzers (Tommy Boy, 17 de febrero de 2009).

### Videografía
- Let me Kiss you Now
- A Crush to pass the Time 1
- A Crush to pass the Time 2
- A Crush to pass the Time 3
- A Crush to pass the Time 4
- Dancing in a Minefield